# أندريا فافاسوري
أندريا فافاسوري (من مواليد 5 مايو 1995) هو لاعب تنس إيطالي محترف. أعلى تصنيف له في مسيرته في الزوجي وفقًا لتصنيف اتحاد لاعبي التنس المحترفين هو المركز السادس عالميًا، والذي حققه في 14 أكتوبر 2024، وتصنيف فردي عالمي رقم 128، والذي حققه في 19 يونيو 2023. فاز أندريا ببطولة جراند سلام للزوجي المختلط مع سارة إيراني، ورفعتا اللقب في بطولة الولايات المتحدة المفتوحة 2024 في أول مشاركة لهما في هذا الحدث. كما وصل إلى ثلاث نهائيات كبرى مع سيموني بوليلي في بطولة أستراليا المفتوحة عامي 2024 و2025، وفي بطولة فرنسا المفتوحة عام 2024. فاز أندريا بتسعة ألقاب في جولة اتحاد لاعبي التنس المحترفين و16 لقبًا في منافسات الزوجي في بطولة التحدي اتحاد لاعبي التنس المحترفين. وهو أيضًا بطل ضمن الفريق الذي فاز بكأس ديفيز 2024. في عام 2024 كان اللاعب الوحيد مع سارة إيراني، في دورة الألعاب الأولمبية الصيفية 2024، الذي تأهل ولعب في نفس الوقت في منافسات الفردي والزوجي والزوجي المختلط.

## حياة مهنية

### 2021: لقب الزوجي الأول
فاز بلقبه الأول في منافسات الزوجي في بطولة سردينيا المفتوحة 2021 بالشراكة مع لورينزو سونيجو.

### 2022: أول ظهور له في البطولات الأربع الكبرى في الفردي
تأهل إلى بطولة ويمبلدون 2022 ليشارك لأول مرة في منافسات الفردي في البطولات الأربع الكبرى. ثم خرج من الدور الأول على يد المصنف الثالث والعشرين فرانسيس تيافو بمجموعات متتالية بنتيجة 6-4، 6-4، 6-4.

### 2023: أول مشاركة في بطولات اتحاد لاعبي التنس المحترفين والماجستير، ربع نهائي اتحاد لاعبي التنس المحترفين، الفوز بكأس ديفيز
تأهل في الفردي لبطولة قرطبة المفتوحة 2023. فاز بلقبه الثاني في الزوجي مع أندريا بيليجرينو في بطولة تشيلي المفتوحة عام 2023. ونتيجة لذلك، وصل إلى قائمة الخمسين الأوائل في تصنيف الزوجي في 20 مارس 2023.
في بطولة جائزة الحسن الثاني الكبرى لعام 2023، وصل إلى ربع نهائي فردي رابطة محترفي التنس لأول مرة كمتأهل بعد هزيمة المصنف الثامن نيكولاس جاري وجومي مونار. وفي نفس البطولة في الزوجي فاز بلقبه الثالث في الزوجي مع مارسيلو ديمولينر.
احتل المرتبة رقم 164 وتأهل لأول مرة لبطولة ماسترز 1000 في بطولة موتوا مدريد المفتوحة عام 2023 وهزم آندي موراي في الجولة الأولى.
وبعد بطولة سردينيا المفتوحة عام 2023 حيث حصل على بطاقة دعوة، وصل إلى قائمة أفضل 150 لاعبًا في المركز 145 في 8 مايو 2023. شارك لأول مرة للمرة الثانية في إحدى البطولات الكبرى، في بطولة فرنسا المفتوحة 2023 بعد تأهله إلى القرعة الرئيسية. بعد إنقاذه لخمس نقاط للمباراة، تغلب على المصنف رقم 37 عالميًا والمصنف رقم 31 ميومير كيكمانوفيتش في 5 ساعات و10 دقائق، وهي ثاني أطول مباراة في الموسم بعد مباراة كوكيناكيس ضد موراي في بطولة أستراليا المفتوحة، ليحقق أول فوز له في البطولات الأربع الكبرى. خسر أمام زميله المتأهل لأول مرة للبطولات الكبرى جينارو ألبرتو أوليفييري في الجولة الثانية.
شارك لأول مرة على الملاعب العشبية في بطولة هاله المفتوحة عام 2023 كخاسر محظوظ بعد التنافس في التصفيات كبديل.

### 2024: لقب بطولة كبرى مختلطة ونهائي الزوجي، أول مشاركة أولمبية، المصنف السادس عالميًا
وبالشراكة مع شريكه الجديد مواطنه سيموني بوليلي، وصل إلى أول نهائي كبير له في بطولة أستراليا المفتوحة. لقد تغلبوا على الثنائي غير المصنف يانيك هانفمان ودومينيك كوبفر في ثلاث مجموعات. خسروا أمام الزوجي المصنف الثاني روهان بوبانا ماثيو ايبدين في مجموعات متتالية.
تأهل إلى بطولة الأرجنتين المفتوحة بعد تغلبه على تياجو سيبوت وايلد والمصنف السابع لاسلو ديري ليصل إلى ربع نهائي فردي رابطة محترفي التنس للمرة الثانية. كان الفوز على دييري، المصنف رقم 35 عالميًا، هو أفضل فوز له في مسيرته من حيث التصنيف والأكبر في مسيرته حتى الآن. خسر أمام المصنف الثاني عالميًا كارلوس ألكاراز بمجموعات متتالية، في مباراته الثانية فقط ضد لاعب ضمن العشرة الأوائل.
في بطولة ميامي المفتوحة، وصل أيضًا إلى الدور الرئيسي في الفردي بعد التأهل، حيث ظهر لأول مرة في هذه البطولة وسجل فوزه في الجولة الأولى على بيدرو كاشين لكنه خسر أمام المصنف الثاني والبطل في النهاية جانيك سينر. يحتل المركز 156 عالميا، ودخل القرعة الرئيسية في بطولة برشلونة المفتوحة كخاسر محظوظ مباشرة في الجولة الثانية ليحل محل المصنف السابع كاران خاشانوف بعد انسحابه في وقت متأخر. بعد بطولة إيطاليا المفتوحة حيث وصل إلى الدور نصف النهائي مع بوليلي، وصل إلى المراكز العشرين الأولى في تصنيف الزوجي في 20 مايو 2024.
في بطولة فرنسا المفتوحة، وصل إلى نهائي بطولة كبرى للمرة الثانية في منافسات الزوجي مع بوليلي، حيث هزم المصنفين الثالثين راجيف رام وجو سالزبوري، ثم المصنفين الثانيين روهان بوبانا وماثيو إيبدن. ونتيجة لذلك، وصل إلى المراكز العشرة الأولى في تصنيف الزوجي في 10 يونيو 2024. في أول ظهور له، تأهل إلى أولمبياد باريس في الفردي والزوجي. وفي الفردي، سجل فوزه الأول في الألعاب، كبديل، على بيدرو مارتينيز.
بالتعاون مع سارة إيراني، فاز بلقب الزوجي المختلط في بطولة الولايات المتحدة المفتوحة، بعد هزيمة تايلور تاونسند ودونالد يونج في النهائي. فاز أندريا وبوليلي ببطولة الصين المفتوحة في أكتوبر/تشرين الأول، بعد أن هزما المصنفين الثالث هاري هليوفارا وهنري باتن في المباراة النهائية. ونتيجة لذلك، وصل إلى أعلى تصنيف عالمي في الزوجي في تصنيف اتحاد لاعبي التنس المحترفين، وهو المركز السادس، في 14 أكتوبر 2024. فاز الثنائي أندريا وبوليلي بجائزة فريق الزوجي المفضل لدى جماهير اتحاد لاعبي التنس المحترفين لعام 2024.

### 2025: نهائي الزوجي في بطولة أستراليا المفتوحة
فاز أندريا وبوليلي بسباق مطار أديلايد الدولي بفوزهما على كيفن كروتز وتيم بوتز في النهائي. وصل الثنائي إلى النهائي في بطولة أستراليا المفتوحة، وخسروا أمام المصنفين السادس هاري هليوفارا وهنري باتن. احتل المرتبة رقم 316، وتأهل إلى الدور الرئيسي الفردي لبطولة بطولة اتحاد لاعبي التنس المحترفين 500 المفتوحة لعام 2025 حيث فاجأ بطل روتردام السابق فيلكس أوجر الياسيم بعد اعتزاله المباراة.

## الجدول الزمني لأداء البطولات الأربع الكبرى
مفتاح
| ف | ن | ن.ن | ر.ن | د# | د.م | ل | أ.أ | ت | غ | ب | ف | ذ | م.خ | ل.ت |

(ف) فاز بالبطولة (ن) وصل النهائي (ن.ن) نصف النهائي (ر.ن) ربع النهائي (د#) الأدوار الأربعة الأولى (د.م) دور المجموعات (ل) شارك في كأس ديفيز (أ.أ) خرج من الأدوار الاولى (ت) خسر التصفيات التأهيلية (غ) غاب عن الحدث أو البطولة (ب) حصل على ميدالية برونزية (ف) حصل على ميدالية فضية (ذ) حصل على ميدالية ذهبية (م.خ) بطولة الماسترز خُفضت إلى مرتبة أقل (ل.ت) البطولة لم تعقد في السنة المعينة.
لتجنب الارتباك وازدواجية الحساب، يتم تحديث هذه المعلومات إما في نهاية البطولة، أو عندما تكون مشاركة اللاعب في البطولة قد انتهت.

### فردي
| البطولة                     | 2021 | 2022         | 2023         | 2024         | معدل الضربات | فوز-خسارة | الفوز % |
| --------------------------- | ---- | ------------ | ------------ | ------------ | ------------ | --------- | ------- |
| البطولات الكبرى لكرة المضرب |      |              |              |              |              |           |         |
| افتتاح أستراليا             | (أ)  | ت            | السؤال الأول | ت            | 0 / 0        | 0–0       | —       |
| فتح فرنسي                   | (أ)  | (أ)          | د.م          | ت            | 0 / 1        | 1–1       | 50%     |
| ويمبلدون                    | (أ)  | د#           | السؤال الأول | السؤال الأول | 0 / 1        | 0–1       | 0%      |
| المفتوحة الأمريكية          | (أ)  | السؤال الأول | س2           | السؤال الأول | 0 / 0        | 0–0       | —       |
| دورات الماسترز 1000 نقطة    |      |              |              |              |              |           |         |
| سيدات "انديان ويلز"         | (أ)  | (أ)          | (أ)          | ت            | 0 / 0        | 0–0       | —       |
| " مايامي " مفتوح            | (أ)  | (أ)          | (أ)          | د.م          | 0 / 1        | 1–1       | 50%     |
| ماسترز مونتي كارلو          | (أ)  | (أ)          | ت            | (أ)          | 0 / 0        | 0–0       | —       |
| افتتاح مدريد                | (أ)  | (أ)          | د.م          | السؤال الأول | 0 / 1        | 1–1       | 50%     |
| المفتوح الإيطالي            | (أ)  | (أ)          | د#           | د#           | 0 / 2        | 0–2       | 0%      |
| الفوز والخسارة              | 0–0  | 0–0          | 1–2          | 1–2          | 0 / 4        | 2–4       | 33%     |

### الزوجي
| البطولة                  | 2018 | 2019 | 2020 | 2021 | 2022 | 2023 | 2024 | 2025 | معدل الضربات | فوز-خسارة | الفوز % |
| ------------------------ | ---- | ---- | ---- | ---- | ---- | ---- | ---- | ---- | ------------ | --------- | ------- |
| بطولات السلاما الكبرى    |      |      |      |      |      |      |      |      |              |           |         |
| افتتاح أستراليا          | (أ)  | (أ)  | (أ)  | د.م  | د#   | د.م  | ن    | ن    | 0 / 5        | 12–5      | 71%     |
| فتح فرنسي                | (أ)  | (أ)  | (أ)  | د#   | د.م  | د#   | ن    |      | 0 / 4        | 6–4       | 60%     |
| ويمبلدون                 | (أ)  | (أ)  | ل.ت  | د#   | د.م  | د.م  | د#   |      | 0 / 4        | 2–4       | 33%     |
| المفتوحة الأمريكية       | (أ)  | (أ)  | (أ)  | (أ)  | ل    | د#   | ل    |      | 0 / 3        | 4–3       | 57%     |
| الفوز والخسارة           | 0–0  | 0–0  | 0–0  | 1–3  | 4–4  | 2–4  | 12–4 | 5–1  | 0 / 16       | 24–16     | 60%     |
| دورات الماسترز 1000 نقطة |      |      |      |      |      |      |      |      |              |           |         |
| سيدات "انديان ويلز"      | (أ)  | (أ)  | ل.ت  | (أ)  | (أ)  | (أ)  | (ف)  |      | 0 / 1        | 2–1       | 67%     |
| " مايامي " مفتوح         | (أ)  | (أ)  | ل.ت  | (أ)  | (أ)  | (أ)  | د#   |      | 0 / 1        | 0–1       | 0%      |
| ماسترز مونتي كارلو       | (أ)  | (أ)  | ل.ت  | (أ)  | (أ)  | (أ)  | ق.ف  |      | 0 / 1        | 2–1       | 67%     |
| افتتاح مدريد             | (أ)  | (أ)  | ل.ت  | (أ)  | (أ)  | (أ)  | ق.ف  |      | 0 / 1        | 2–1       | 67%     |
| المفتوح الإيطالي         | د#   | (أ)  | ق.ف  | د#   | (أ)  | د.م  | (ف)  |      | 0 / 5        | 6–5       | 55%     |
| كندا المفتوحة            | (أ)  | (أ)  | ل.ت  | (أ)  | (أ)  | (أ)  | ق.ف  |      | 0 / 1        | 2–1       | 67%     |
| سيدات سينسيناتي          | (أ)  | (أ)  | (أ)  | (أ)  | (أ)  | (أ)  | د.م  |      | 0 / 1        | 1–1       | 50%     |
| "ماسترز شانغهاي"         | (أ)  | (أ)  | ل.ت  | ل.ت  | ل.ت  | (أ)  | ق.ف  |      | 0 / 1        | 2–1       | 67%     |
| "ماسترز باريس"           | (أ)  | (أ)  | (أ)  | (أ)  | (أ)  | (أ)  | د.م  |      | 0 / 1        | 0–1       | 0%      |
| الفوز والخسارة           | 0–1  | 0–0  | 2–1  | 0–1  | 0–0  | 1–1  | 14–9 | 0–0  | 0 / 13       | 17–13     | 57%     |

## نهائيات مهمة

### بطولات الجراند سلام

#### الزوجي: 3 (3 وصيف)
| نتيجة | سنة  | البطولة                 | سطح  | شريك          | المنافسون                   | نتيجة                     |
| ----- | ---- | ----------------------- | ---- | ------------- | --------------------------- | ------------------------- |
| خسارة | 2024 | بطولة أستراليا المفتوحة | صعب  | سيموني بوليلي | روهان بوبانا ماثيو إيبدن    | 6-7(0-7)، 5-7             |
| خسارة | 2024 | بطولة فرنسا المفتوحة    | فخار | سيموني بوليلي | مارسيلو أريفالو ماتي بافيتش | 5-7، 3-6                  |
| خسارة | 2025 | بطولة أستراليا المفتوحة | صعب  | سيموني بوليلي | هاري هليوفارا هنري باتن     | 7-6(18-16)، 6-7(5-7)، 3-6 |

#### الزوجي المختلط: 1 (لقب واحد)
| نتيجة | سنة  | البطولة               | سطح | شريك        | المنافسون                  | نتيجة         |
| ----- | ---- | --------------------- | --- | ----------- | -------------------------- | ------------- |
| فوز   | 2024 | بطولة أمريكا المفتوحة | صعب | سارة إيراني | دونالد يونغ تايلور تاونسند | 7-6(7-0)، 7-5 |

## نهائيات جولة اتحاد لاعبي التنس المحترفين

### الزوجي: 15 (9 ألقاب، 6 وصيف)
| أسطورة                                       |
| -------------------------------------------- |
| جراند سلام (0-3)                             |
| نهائيات رابطة لاعبي التنس المحترفين (0–0)    |
| بطولة الماسترز رابطة محترفي التنس 1000 (0–0) |
| رابطة محترفي التنس 500 (3–1)                 |
| رابطة محترفي التنس 250 (5–2)                 |

| النهائيات حسب السطح |
| ------------------- |
| صعب (2-2)           |
| الطين (4-3)         |
| العشب (1-1)         |

| النهائيات حسب المجموعة |
| ---------------------- |
| في الهواء الطلق (7-6)  |
| داخلي (0–0)            |

| النتيجة | (إل) | التاريخ     | البطولة                               | المستوى                | السطح    | الشريك           | المنافسون                          | النتيجة                   |
| ------- | ---- | ----------- | ------------------------------------- | ---------------------- | -------- | ---------------- | ---------------------------------- | ------------------------- |
| فوز     | 1–0  | أبريل 2021  | سارديغنا مفتوحة إيطاليا               | رابطة محترفي التنس 250 | (كلاي)   | لورينزو سونيغو   | (سيمون بوليلي) أندريس مولتيني      | 6–3، 6–4                  |
| الخسارة | 1–1  | أبريل 2022  | الجائزة الكبرى حسن الثاني المغرب      | رابطة محترفي التنس 250 | (كلاي)   | جان زيلينسكي     | رافائيل ماتوس ديفيد فيغا هيرنانديز | 1–6، 5–7                  |
| فوز     | 2–1  | مارس 2023   | تشيلي مفتوحة، تشيلي                   | رابطة محترفي التنس 250 | (كلاي)   | أندريا بيلغرينو ‏ | ثياغو سيبوت ويد ماتيا سوتو ‏        | 6–4، 3–6، [12–10]         |
| فوز     | 3–1  | أبريل 2023  | الجائزة الكبرى حسن الثاني، المغرب     | رابطة محترفي التنس 250 | (كلاي)   | مارسيلو ديمولينر | ألكسندر إيرلر ‏ لوكاس مييدلر ‏       | 6–4، 3–6، [12–10]         |
| الخسارة | 3–2  | يناير 2023  | (هال أوبن)، ألمانيا                   | رابطة محترفي التنس 500 | العشب    | (سيمون بوليلي)   | مارسيلو ميلو جون بيرز              | 6–7(3–7)، 6–3، [6–10]     |
| الخسارة | 3–3  | يوليو 2023  | كرواتيا مفتوحة كرواتية                | رابطة محترفي التنس 250 | (كلاي)   | (سيمون بوليلي)   | بلاز رولا نينو سيرداروشي ‏          | 6–4، 6–7(2–7)، [13–15]    |
| الخسارة | 3–4  | يناير 2024  | البطولة الاسترالية المفتوحة، أستراليا | كرة القدم الكبرى       | صعبة     | (سيمون بوليلي)   | روهان بوبانا (ماثيو إيبدن)         | 6–7(0–7)، 5–7             |
| فوز     | 4–4  | فبراير 2024 | الأرجنتين المفتوحة الأرجنتينا         | رابطة محترفي التنس 250 | (كلاي)   | (سيمون بوليلي)   | مارسل غرانولرز هوراشيو زيبالوس     | 6–2، 7–6(8–6)             |
| الخسارة | 4–5  | يونيو 2024  | فتح فرنسي،فرنسا                       | كرة القدم الكبرى       | (كلاي)   | (سيمون بوليلي)   | مارسيلو أريفالو (مات بافيچ)        | 5–7، 3–6                  |
| فوز     | 5–5  | يونيو 2024  | (هال أوبن)، ألمانيا                   | رابطة محترفي التنس 500 | العشب    | (سيمون بوليلي)   | كيفن كراويتس تيم بوتز              | 7–6(7–3)، 7–6(7–5)        |
| فوز     | 6–5  | أكتوبر 2024 | الصين مفتوحة الصين                    | رابطة محترفي التنس 500 | صعبة     | (سيمون بوليلي)   | هاري هليووارا هنري باتن            | 4–6، 6–3، [10–5]          |
| فوز     | 7–5  | يناير 2025  | أديلايد الدولية أستراليا              | رابطة محترفي التنس 250 | صعبة     | (سيمون بوليلي)   | كيفن كراويتس تيم بوتز              | 4–6، 7–6(7–4)، [11–9]     |
| الخسارة | 7–6  | يناير 2025  | البطولة الاسترالية المفتوحة، أستراليا | كرة القدم الكبرى       | صعبة     | (سيمون بوليلي)   | هاري هليووارا هنري باتن            | 7–6(18–16)، 6–7(5–7)، 3–6 |
| فوز     | 8–6  | فبراير 2025 | روتردام مفتوح هولندا                  | رابطة محترفي التنس 500 | صعبة (i) | (سيمون بوليلي)   | ساندر جيل ‏ جان زيلينسكي            | 6–2، 4–6، [10–6]          |
| فوز     | 9–6  | مياو 2025   | هامبورغ المفتوحة، ألمانيا             | رابطة محترفي التنس 500 | (كلاي)   | (سيمون بوليلي)   | أندريس مولتيني (فيرناندو رومبولي) ‏ | 6–4، 6–0                  |

## نهائيات بطولة رابطة محترفي التنس وبطولة العقود الآجلة للاتحاد الدولي للتنس/التنس العالمي

### الفردي: 7 (0–7)
| أسطورة                                                            |
| ----------------------------------------------------------------- |
| جولة تحدي اتحاد لاعبي التنس المحترفين (0–3)                       |
| جولة بطولة العقود الآجلة للاتحاد الدولي للتنس/التنس العالمي (0–4) |

| النهائيات حسب السطح |
| ------------------- |
| صعب (0-5)           |
| الطين (0-2)         |

### الزوجي: 56 (28–28)
| أسطورة                                                   |
| -------------------------------------------------------- |
| جولة التحدي لرابطة محترفي التنس (16–16)                  |
| العقود الآجلة للاتحاد الدولي للتنس/التنس العالمي (12–12) |

| النهائيات حسب السطح |
| ------------------- |
| صعب (8-13)          |
| الطين (19-15)       |
| العشب (0–0)         |
| السجاد (1–0)        |

## روابط خارجية
- الصفحة الخاصة باللاعب أندريا فافاسوري في موقع رابطة محترفي كرة المضرب.

- أندريا فافاسوري في موقع الاتحاد الدولي لكرة المضرب
- أندريا فافاسوري في كأس ديفيز
- أندريا فافاسوري في اللجنة الأولمبية الدولية
- أندريا فافاسوري على إنستغرام